# 9099 Kenjitanabe
9099 Kenjitanabe (1996 VN3) là một tiểu hành tinh vành đai chính được phát hiện ngày 6 tháng 11 năm 1996 bởi T. Kobayashi ở Oizumi.